# Grupul BCR
Grupul BCR reprezintă un grup de companii din industria financiar-bancară din România.